# Basic Books
Basic Books est une maison d'édition américaine fondée en 1950 et située à New York. Elle publie des livres dans les domaines de la psychologie, la philosophie, l'économie, la science, la politique, la sociologie, l'actualité et l'histoire. Basic Books publie de nouvelles œuvres dans les études africaines et afro-américaines.

### Sources
- (en) Cet article est partiellement ou en totalité issu de l’article de Wikipédia en anglais intitulé « Basic Books » (voir la liste des auteurs).